# Кутлушкино
Кутлу́шкино (тат. Яуширмә) — село в Чистопольском районе Республики Татарстан, административный центр и единственный населённый пункт Кутлушкинского сельского поселения. В начале XX века в селе функционировали 3 мечети. В селе родился Гаяз Исхаки, действует его музей-усадьба.

## География
Село находится на реке Малая Бахта, в 26 км к юго-западу от районного центра — города Чистополя.

## История
Село основано в XVIII веке.
До реформы 1861 года жители относились к категории государственных и помещичьих крестьян. Занимались земледелием, разведением скота, шерстобитным промыслом. 
В «Списке населенных мест по сведениям 1859 года», изданном в 1866 году, населённый пункт упомянут как казённая деревня Малая Калеева Бахта (Кутлушкина) 2-го стана Чистопольского уезда Казанской губернии. Располагалась при речке Бахте, на Казанско-Бугульминской транспортной дороге, в 24 верстах от уездного города Чистополя и в 25 верстах от становой квартиры в казённом пригороде Билярске (Буляре). В деревне в 235 дворах жили 1426 человек (728 мужчин и 698 женщин). Была мечеть.
В начале XX века в селе функционировали 3 мечети, мелочная лавка. В этот период земельный надел сельской общины составлял 3677 десятин. 
До 1920 года село входило в Красноярскую волость Чистопольского уезда Казанской губернии. С 1920 года в составе Чистопольского кантона ТАССР. С 10 августа 1930 года в Чистопольском районе.

## Население
Численность населения по годам
| 1782  | 1859  | 1897  | 1908  | 1920  | 1926  | 1938  |
| ----- | ----- | ----- | ----- | ----- | ----- | ----- |
| 210   | ↗1372 | ↗1964 | ↗2121 | ↘2116 | ↗2860 | ↘2085 |
| 1949  | 1958  | 1970  | 1979  | 1989  | 2010  | 2011  |
| ↘1367 | ↗1439 | ↗1500 | ↘1124 | ↘723  | ↘664  | ↘662  |
| 2012  | 2013  | 2014  | 2015  | 2016  | 2017  |       |
| ↘635  | ↘628  | ↘601  | ↘582  | ↘576  | ↘555  |       |

Национальный состав села: татары.

## Экономика
Жители занимаются полеводством, мясо-молочным скотоводством, овцеводством. В селе действует предприятие ООО «Хузангаевское».

## Инфраструктура
В селе действуют общая школа, детский сад, дом культуры, библиотека, фельдшерско-акушерский пункт, музей-усадьба Гаяза Исхаки, отделение почтовой связи.

## Религия
Мечеть.

## Известные люди
- Гаяз Исхаки — видный татарский писатель, публицист, общественный деятель
- Габдельахат Габдельганеевич Валиев — Герой Советского Союза
- Гали Нуруллович Шамсутдинов — Герой Советского Союза